# Csilla Bátorfi
Csilla Bátorfi (Sambotel, Mađarska, 3. ožujka 1969.), profesionalna je mađarska stolnotenisačica.
Natjecala se na 5 uzastopnih Olimpijskih igara, od 1988. (kada je stolni tenis uveden na OI kao sport) do 2004. godine. Još šestero igrača dijeli tu čast s njom: Jörgen Persson, Jean-Michel Saive, Ilie Lupulesku, Jan-Ove Waldner, Jörg Roßkopf i Zoran Primorac, s kojim je osvojila broncu i srebro u miješanim parovima. Osvojila je nagradu najbolje mađarske športašice u godini 1986. Bátorfi se 2007. godine preselila iz Njemačke u Italiju. Njezin mlađi brat Zoltan je također dobar stolnotenisač: nastupao je 1990. na europskom te nekoliko puta na svjetskom prvenstvu.